# Entodontopsis papillifera
Entodontopsis papillifera är en bladmossart som beskrevs av William Russell Buck och Robert Root Ireland 1985. Entodontopsis papillifera ingår i släktet Entodontopsis och familjen Stereophyllaceae. Inga underarter finns listade i Catalogue of Life.